# Festival cinematografico internazionale di Mosca 1969
La 6ª edizione del Festival cinematografico internazionale di Mosca si è svolta a Mosca dal 7 al 22 luglio 1969.
Il Grand Prix fu assegnato al film sovietico Vivremo fino a lunedì diretto da Stanislav Rostockij, al film cubano Lucía diretto da Humberto Solás e al film italiano Serafino diretto da Pietro Germi.

## Giuria
- Sergej Gerasimov ( Unione Sovietica - Presidente della Giuria)
- Dev Anand ( India)
- Vija Artmane ( Unione Sovietica)
- King Vidor ( Stati Uniti)
- Erwin Geschonneck ( Germania Est)
- Anatoli Golovnya ( Unione Sovietica)
- Mbissine Thérèse Diop ( Senegal)
- Zahari Zhandov ( Bulgaria)
- Stanislav Zvonicek ( Cecoslovacchia)
- Jerzy Kawalerowicz ( Polonia)
- Ion Popescu-Gopo ( Romania)
- Glauber Rocha ( Brasile)
- István Szabó ( Ungheria)
- Alberto Sordi ( Italia)
- Yves Ciampi ( Francia)
- Madiha Yousri ( Egitto)

## Film in competizione
| Film                                                    | Regista                                      | Nazione                |
| ------------------------------------------------------- | -------------------------------------------- | ---------------------- |
| I fratelli Karamazov (Bratya Karamazovy)                | Kirill Lavrov, Ivan Pyryev e Mikhail Ulyanov | URSS                   |
| Midt i en jazztid                                       | Knud Leif Thomsen                            | Danimarca              |
| Il tempo di vivere (Le temps de vivre)                  | Bernard Paul                                 | Francia                |
| Tempo di divertimento (Playtime)                        | Jacques Tati                                 | Francia, Italia        |
| Brent jord                                              | Knut Andersen                                | Norvegia               |
| 2000 Weeks                                              | Tim Burstall                                 | Australia              |
| 2001: Odissea nello spazio (2001: A Space Odyssey)      | Stanley Kubrick                              | Regno Unito, USA       |
| I muri (Falak)                                          | András Kovács                                | Ungheria               |
| Du bist min - Ein deutsches Tagebuch                    | Annelie Thorndike e Andrew Thorndike         | Germania Est           |
| Vivremo fino a lunedì (Dozhivyom do ponedelnika)        | Stanislav Rostockij                          | URSS                   |
| Palaver                                                 | Emile Degelin                                | Belgio                 |
| Ho vissuto una sola estate (O femeie pentru un anotimp) | Gheorghe Vitanidis                           | Romania                |
| Täällä Pohjantähden alla                                | Edvin Laine                                  | Finlandia              |
| Cabascabo                                               | Oumarou Ganda                                | Niger                  |
| Kad čuješ zvona                                         | Antun Vrdoljak                               | Yugoslavia             |
| Kolonie Lanfieri                                        | Jan Schmidt                                  | Cecoslovacchia, URSS   |
| Korridoren                                              | Jan Halldoff                                 | Svezia                 |
| Chay min el hauf                                        | Hussein Kamal                                | Egitto                 |
| Lucía                                                   | Humberto Solás                               | Cuba                   |
| Oliver!                                                 | Carol Reed                                   | Regno Unito            |
| Il settimo flagello (Pan Wolodyjowski)                  | Jerzy Hoffman                                | Polonia                |
| Ayúdeme usted compadre                                  | Germán Becker                                | Cile                   |
| Hashi no nai kawa                                       | Tadashi Imai                                 | Giappone               |
| Nawab sirajuddaula                                      | Khan Ataur Rahman                            | Pakistan               |
| La Celestina                                            | César Fernández Ardavín                      | Spagna, Germania Ovest |
| Serafino                                                | Pietro Germi                                 | Italia, Francia        |
| Simón Bolívar                                           | Alessandro Blasetti                          | Italia, Spagna         |
| Megh-o-roudra                                           | Arundhati Devi                               | India                  |
| Sette giorni di terrore (Sieben Tage Frist)             | Alfred Vohrer                                | Germania Ovest         |
| Tango                                                   | Vasil Mirchev                                | Bulgaria               |
| Breve cielo                                             | David José Kohon                             | Argentina              |
| Ogloo                                                   | Dejidiin Jigjid                              | Mongolia               |

## Premi
- Premio d'Oro:
  - Lucía, regia di Humberto Solás
  - Serafino, regia di Pietro Germi
  - Vivremo fino a lunedì, regia di Stanislav Rostockij
- Premio Speciale: Ivan Pyryev per I fratelli Karamazov
- Premi d'Argento:
  - Tempo di divertimento, regia di Jacques Tati
  - Kad čuješ zvona, regia di Antun Vrdoljak
- Premi Speciali:
  - Carol Reed per Oliver!
  - Du bist min - Ein deutsches Tagebuch, regia di Annelie Thorndike e Andrew Thorndike
- Premi:
  - Miglior Attore: Ron Moody per Oliver!
  - Miglior Attore: Tadeusz Łomnicki per Il settimo flagello
  - Miglior Attrice: Irina Petrescu per Ho vissuto una sola estate
  - Miglior Attrice: Ana María Picchio per Breve cielo
- Diplomi:
  - Brent jord, regia di Knut Andersen
  - Cabascabo, regia di Oumarou Ganda
  - Regista: András Kovács per I muri
  - Direttore della fotografia: Ivailo Tranchev per Tango
- Premio FIPRESCI: Lucía, regia di Humberto Solás